# Pozycja snooker
Pozycja snooker w snookerze oznacza taką pozycję bil na stole, w której zawodnik aktualnie wykonujący zagranie nie ma możliwości uderzenia w odpowiednią bilę po linii prostej bez wykorzystania band stołu, bądź nadania bili białej rotacji po łuku. 

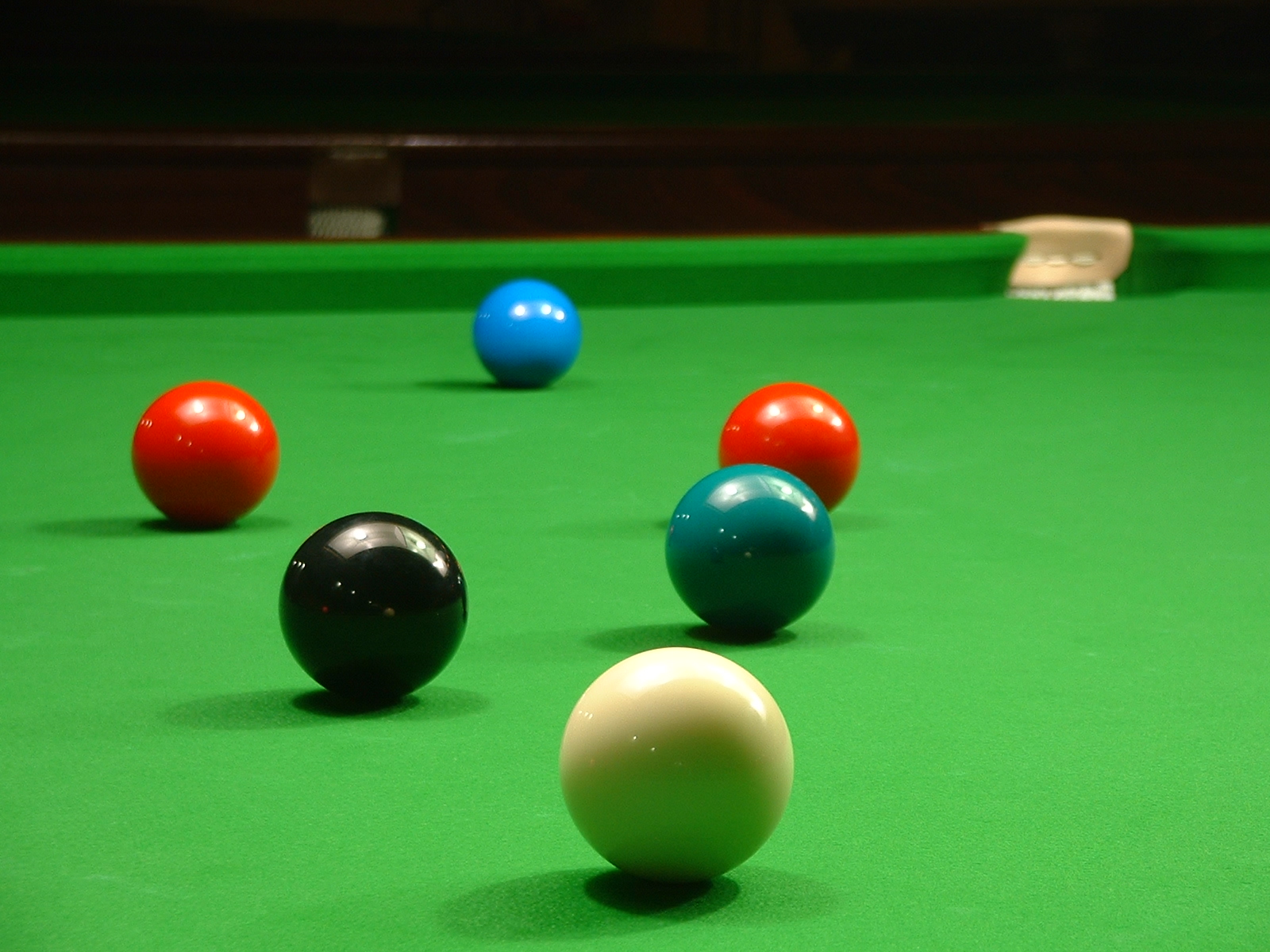
Przykład snookera. Zawodnik nie może bezpośrednio zagrać żadnej z dwóch czerwonych bil, bowiem są one przesłonięte przez bile kolorowe

## Zasady
- Jeśli po wykonaniu uderzenia z pozycji snooker przez jednego z zawodników nie zostanie trafiona odpowiednia bila, sędzia wywołuje faul, a drugi zawodnik otrzymuje stosowną do faulu liczbę punktów (trafienie dowolnie punktowanej bili pola D, wbicie bili białej lub jej wybicie poza stół, przeskok nad bilą, trafienie bili czerwonej, jeśli do zagrania była kolorowa (tzw. autosnooker) – 4; trafienie bil punktowanych wyżej niż z pola D – od 5 do 7 punktów).
- Jeśli po chybionym zagraniu bila biała znajdzie się na pozycji snooker na którąkolwiek z bil czerwonych, bądź zagrywaną bilę kolorową, wówczas sędzia proponuje dodatkowo drugiemu zawodnikowi zagranie wolnej bili.
- Zawodnik ma prawo podjąć decyzję co do swojej kolejki po ogłoszonym chybieniu. Może nakazać ponowną grę zawodnikowi, któremu postawił snookera (nawet jeśli został ogłoszony wcześniej free ball) z pozycji snooker. Wówczas sędzia jest zobowiązany przywrócić sytuację sprzed uderzenia, powołując się na aprobatę każdej ze stron.